# Pterotrachea hippocampus
Pterotrachea hippocampus är en snäckart som beskrevs av Philippi 1836. Pterotrachea hippocampus ingår i släktet Pterotrachea och familjen Pterotracheidae. Inga underarter finns listade i Catalogue of Life.